# Spisak oružja iz Drugog svetskog rata
Drugi svetski rat je doživeo brze tehnološke inovacije kao odgovor na potrebe različitih učesnika borbe. Kao rezultat toga, evoluirali su mnogi različiti sistemi oružja.
Napomena: Ova lista ne sadrži svo oružje koje su koristile sve zemlje u Drugom svetskom ratu.

## Spisak oružja po državama
- Spisak oružja Australije iz Drugog svetskog rata
- Spisak oružja Kanade iz Drugog svetskog rata
- Spisak Kineskog oružja iz Drugog svetskog rata
- Spisak oružja Danske iz Drugog svetskog rata
- Spisak oružja Finske iz Drugog svetskog rata
- Spisak oružja Francuske iz Drugog svetskog rata
- Spisak oružja Nemačke iz Drugog svetskog rata
- Spisak oružja Grčke iz Drugog svetskog rata
- Spisak aviona Mađarske u Drugom svetskom ratu
- Spisak oružja iz Drugog svetskog rata korišćenog u Irskoj
- Spisak oružja Italije iz Drugog svetskog rata
- Spisak naoružanja Japana iz Drugog svetskog rata
- Spisak oružja Norveške iz Drugog svetskog rata
- Spisak oružja Portugalije iz Drugog svetskog rata
- Spisak oružja Rumunije iz Drugog svetskog rata
- Spisak oružja Švajcarske iz Drugog svetskog rata
- Spisak oružja Sovjetskog Saveza iz Drugog svetskog rata
- Spisak oružja Tajlanda iz Drugog svetskog rata
- Spisak oružja Ujedinjenog Kraljevstva iz Drugog svetskog rata
- Spisak oružja Sjedinjenih Država iz Drugog svetskog rata
- Zarobljeno američko vatreno oružje u upotrebi Osovine u Drugom svetskom ratu
- Spisak naoružanja Jugoslavije iz Drugog svetskog rata